# Matías Toma
Matías Toma Pérez (Montevideo, Uruguay; 14 de febrero de 1995), conocido simplemente como Matías Toma, es un futbolista uruguayo que juega como lateral derecho. Actualmente milita en Liverpool Fútbol Club de la Primera División de Uruguay.

## Trayectoria

### Juveniles
Comenzó el baby fútbol en el San Francisco, sus primeros años jugó como delantero de área, luego cambió su posición al mediocampo. Su técnico de ese entonces trabajaba en el Liverpool Fútbol Club, en sexta división, lo invitó al club y con 10 años se quedó con los negriazules. En su nuevo club, nuevamente cambiaron su posición, pasó como volante por afuera en ambos lados y finalmente terminó como lateral, a sus 14 años.
En el 2013, en cuarta división jugó un partido en toda la temporada, y con tercera jugó cinco, no fue su mejor año, pensó en cambiar de club pero su padre lo convenció de continuar.
El 14 de mayo de 2014 jugó una práctica con tercera contra la Sub-20 de Uruguay, tuvo una buena actuación y ganaron 4 a 1 y el técnico Fabián Coito, de la selección juvenil, se fijó en Matías. Finalmente fue convocado para defender a la Celeste.
En la temporada 2013/14 Liverpool descendió de categoría. Para competir por el ascenso 2014/15, el club ascendió a varios juveniles de tercera al plantel absoluto y a pesar de tener edad de cuarta, Matías fue incluido.

### Liverpool
El 13 de setiembre del 2014 debutó como profesional en segunda división, jugó el partido de titular para enfrentar a Torque, en el minuto 37 le dio una asistencia a Emiliano Alfaro para abrir el marcador, el partido terminó 3 a 0 a favor. El 7 de diciembre, jugó su octavo partido consecutivo como titular, se enfrentó a Miramar Misiones y al minuto 35 abrió el marcador, anotó su primer gol oficial y finalmente ganaron 4 a 1.

## Selección nacional
En el 2014, fue parte del proceso de la Selección Sub-20 de Uruguay conducida por Fabián Coito.
Debutó con la Celeste el 12 de junio ante Paraguay, jugó como titular y ganaron 2 a 1.
Viajó a Chile para jugar el Torneo Cuatro Naciones, contra las selecciones Sub-20 de México, Chile y Colombia en carácter amistoso. Terminaron en tercer lugar luego de ganar el primer encuentro pero perder los dos restantes.
El 3 de enero de 2015 fue seleccionado para defender a Uruguay en el Campeonato Sudamericano Sub-20.

### Participaciones en juveniles
| Competición                            | Sede    | Resultado     | Partidos | Goles |
| -------------------------------------- | ------- | ------------- | -------- | ----- |
| Campeonato Sudamericano Sub-20 de 2015 | Uruguay | Tercer puesto | 1        | 0     |

| Detalle de partidos con la Sub-20 | Detalle de partidos con la Sub-20 | Detalle de partidos con la Sub-20 | Detalle de partidos con la Sub-20 | Detalle de partidos con la Sub-20 | Detalle de partidos con la Sub-20      | Detalle de partidos con la Sub-20 | Detalle de partidos con la Sub-20 | Detalle de partidos con la Sub-20                     | Detalle de partidos con la Sub-20 |
| N°                                | Rival                             | Resultado                         | Fecha                             | Lugar                             | Competencia                            | Goles                             | Asistencias                       | Ref.                                                  |                                   |
| --------------------------------- | --------------------------------- | --------------------------------- | --------------------------------- | --------------------------------- | -------------------------------------- | --------------------------------- | --------------------------------- | ----------------------------------------------------- | --------------------------------- |
| 1                                 | Paraguay                          | 2:1 (2:0)                         | 12 de junio de 2014               | Asunción Paraguay                 | Amistoso                               | -                                 | -                                 | 1                                                     |                                   |
| 2                                 | Perú                              | 1:2 (0:0)                         | 22 de setiembre de 2014           | Montevideo · Uruguay              | Amistoso                               | -                                 | -                                 | 2                                                     |                                   |
| 3                                 | México                            | 2:1 (2:0)                         | 8 de octubre de 2014              | Santiago · Chile                  | Amistoso Torneo Cuatro Naciones        | -                                 | -                                 | 3                                                     |                                   |
| 4                                 | Chile                             | 0:3 (2:0)                         | 10 de octubre de 2014             | Santiago · Chile                  | Amistoso Torneo Cuatro Naciones        | -                                 | -                                 | 4                                                     |                                   |
| 5                                 | Colombia                          | 0:2 (0:1)                         | 12 de octubre de 2014             | Santiago · Chile                  | Amistoso Torneo Cuatro Naciones        | -                                 | -                                 | 5                                                     |                                   |
| 6                                 | Federación Gaúcha                 | 2:1 (1:0)                         | 11 de noviembre de 2014           | Maldonado · Uruguay               | Amistoso                               | -                                 | -                                 | 6                                                     |                                   |
| 7                                 | Perú                              | 1:3 (0:2)                         | 24 de noviembre de 2014           | Asunción Paraguay                 | Amistoso Cuadrangular internacional    | -                                 | -                                 | 7                                                     |                                   |
| 8                                 | Venezuela                         | 0:1 (0:1)                         | 23 de enero de 2015               | Maldonado · Uruguay               | Campeonato Sudamericano Fase de grupos | -                                 | -                                 | 8                                                     |                                   |
| 9                                 | Portugal                          | 0:3 (0:2)                         | 31 de marzo de 2015               | Coímbra Portugal                  | Amistoso                               | -                                 | -                                 | 9 Archivado el 4 de marzo de 2016 en Wayback Machine. |                                   |

## Estadísticas

### Clubes
Actualizado al 5 de junio de 2016.
Último partido citado: Tacuarembó 2 - 0 Miramar Misiones
| Club                       | Div.          | Temporada     | Liga  | Liga  | Copas nacionales | Copas nacionales | Torneos internacionales | Torneos internacionales | Total | Total |
| Club                       | Div.          | Temporada     | Part. | Goles | Part.            | Goles            | Part.                   | Goles                   | Part. | Goles |
| -------------------------- | ------------- | ------------- | ----- | ----- | ---------------- | ---------------- | ----------------------- | ----------------------- | ----- | ----- |
| Liverpool · Uruguay        | 2ª            | 2014/15       | 15    | 1     | -                | -                | -                       | -                       | 15    | 1     |
| Liverpool · Uruguay        | 1ª            | 2016          | 0     | 0     | -                | -                | -                       | -                       | 0     | 0     |
| Liverpool · Uruguay        | Total club    | Total club    | 15    | 1     | 0                | 0                | 0                       | 0                       | 15    | 1     |
| Miramar Misiones · Uruguay | 2ª            | 2015/16       | 9     | 0     | -                | -                | -                       | -                       | 9     | 0     |
| Miramar Misiones · Uruguay | Total club    | Total club    | 9     | 0     | 0                | 0                | 0                       | 0                       | 9     | 0     |
| Total carrera              | Total carrera | Total carrera | 24    | 1     | 0                | 0                | 0                       | 0                       | 24    | 1     |

### Selecciones
Actualizado al 31 de marzo de 2015.
Último partido citado: Portugal 3 - 0 Uruguay
| Sub-20 · Uruguay                                                 | 2013/14       | - | - | - | - | 1 | 0 | 1 | 0 |
| Sub-20 · Uruguay                                                 | 2014/15       | 1 | 0 | - | - | 7 | 0 | 8 | 0 |
| Sub-20 · Uruguay                                                 | Total sel.    | 1 | 0 | - | - | 8 | 0 | 9 | 0 |
| Total carrera                                                    | Total carrera | 1 | 0 | - | - | 8 | 0 | 9 | 0 |
| (1)Incluidos los datos del Campeonato Sudamericano Sub-20 (2015) |               |   |   |   |   |   |   |   |   |

## Palmarés

### Títulos amistosos
| Competición                 | Equipo         | País     | Año  |
| --------------------------- | -------------- | -------- | ---- |
| Cuandrangular internacional | Uruguay Sub-20 | Paraguay | 2014 |

### Títulos nacionales
| Competición                             | Equipo                | País    | Año  |
| --------------------------------------- | --------------------- | ------- | ---- |
| Campeonato Uruguayo de Segunda División | Liverpool Fútbol Club | Uruguay | 2015 |

### Otras distinciones
- Campeonato Sudamericano de Fútbol Sub-20: 2015